# ガバラ
ガバラ (Gabara) は、怪獣映画『ゴジラ・ミニラ・ガバラ オール怪獣大進撃』などに登場する架空の怪獣。別名は「凶悪怪獣」「鉄錆怪獣」。

## 概要
基本設定は「カエルが突然変異した怪獣」であるが、（胴体に比べて）小さな頭部や（肩の存在がわかるほどの）長い首、直立2足歩行という特徴を持つほか、実際のカエルにはない爪や牙、角、耳介、たてがみなどを持っており、体表のイボと尾がない点を除けば、カエルの要素は残っていない。また、丸い目や潰れ気味の鼻など、顔立ちも『オール怪獣大進撃』で交戦した当時のゴジラに近い。
巨大化した生物が主流であったそれまでの東宝怪獣と異なり、イメージを優先したウルトラ怪獣に近いキャラクター性となっており、鮮やかな体色や憎らしい表情など、漫画的なキャラクターとして指向されていた。一方、ゴジラシリーズとしてはキングコング以来となる肉弾戦タイプの正統派二足歩行怪獣でもある。書籍『大ゴジラ図鑑2』では、出来は良いが不人気であり、正当な評価が下されていないと評している。
ストーリー上は、主人公の少年・一郎の内面世界に登場する存在であり、一郎をいじめるガバラというあだ名の少年を象徴した、劇中世界内でも実在しない怪獣という特異なキャラクターである。そのためか、後年のゴジラシリーズでも映像作品での再登場はない。

## 登場作品
- 映画『ゴジラ・ミニラ・ガバラ オール怪獣大進撃』（1969年）
- 特撮テレビ番組
  - 『行け!ゴッドマン』（1972年）[15][16]
  - 『行け! グリーンマン』（1973年）[15][16]

## 『ゴジラ・ミニラ・ガバラ オール怪獣大進撃』のガバラ
ガマガエルが核実験による核爆発の放射能の影響を受けて突然変異した怪獣。名称は、一郎をいじめるガキ大将・三公のあだ名と同じである。
弾力のある粘液性の毒々しい緑色のイボ状の皮膚を持つ。二足で歩行し、カエルのように尻尾がないが、それら両生類にはない髪の毛や耳、牙やツノが哺乳類のようにある。顔立ちはゴジラに近いが前後に短く、首も長い。首の後ろまで頭部のツノが一列に続いている。鋭い爪を持つ指は手が4本、足が3本ある。性格は意地悪く残忍かつ獰猛にして好戦的で、弱い者いじめを好む。
背中から生えた多数の角と強力な右手によるハンマー・パンチ、格闘戦の際には角がピンク色に発光し、体内で発電して背中から両手の8本の爪先を通して放射する高圧電流を武器とする。設定では体表から出す敵の体を腐らせる毒液（粘液）も武器とする。
ゴジラには敵わないため、その腹いせにいつもミニラをいじめている。ゴジラの教育を受けたミニラに戦いを挑み、一郎とミニラの作戦によって敗北した直後にゴジラへ不意打ちを仕掛けるが、背負い投げを受けて退散する。
- スーツアクターは覚幸泰彦[出典 17]。これが初の着ぐるみ怪獣役となる[11]。
- デザイン・頭部造形は利光貞三[出典 18]、胴体は八木寛寿、八木康栄による[出典 19]。頭の角の形状は、同じ利光によるキングギドラと共通している[18]。口はラジコンで開閉可能となっており、撮影現場の見学に訪れた一郎役の矢崎知紀がこれを操作している様子が写真に残っている[53]。初期のスチールでは腹筋形パーツが4個多く、脇腹にイボが存在せず、髪が少なく、首の向きもクランクイン後に修正されている[10][52][注釈 8]。造形物は『行け! ゴッドマン』や『行け! グリーンマン』にも流用されている[22]。
- 当初名前はゲバラ[出典 20]（GEBARA[51]）だったが、同年に映画『ゲバラ!』が公開されたことを受けて変更された[11]。書籍『東宝特撮映画大全集』では、チェ・ゲバラだけでなく当時の流行語であったゲバルトにも由来するものと推測している[35]。
- 鳴き声は、動物の鳴き声を加工したもの[56]。

## 『行け!ゴッドマン』のガバラ
南太平洋の孤島に生息していたウシガエル（ガマガエル）が核実験の核爆発の影響によって巨大化した怪獣。毒液を体表から流し、両手の爪と頭部の角から10万ボルトの高圧電流を放射する。口から毒ガスらしきものを吐くが、風で吹き散らされ、ゴッドマンにはほとんど命中しなかった。工事現場のブルドーザーの運転手や子供たちを襲うが、ゴッドマンスパークで粉砕される。
- 本編開始時には、カエルが核実験で変異するシーンが毎回流される[23][59]。

## 『行け! グリーンマン』のガバラ
「グリーンマン対ガバラ その1 - その3」に登場。近所の庭に出現し、怪獣人形で誘い出した子供たちを腹に飲み込む。爪と牙に鋼鉄やグリーンマンの体内を錆びさせることができる液体を仕込んでいる。グリーンマンと格闘するが、ファイヤーファインディングで気絶した間に腹から子供たちを取り出され、手榴弾で抵抗するもグリーンマンブレスターで倒される。
- 『行け!ゴッドマン』共々、着ぐるみはいずれも眼が瞳の無い白目である[15]。
- 本作品では巨大化していない[62]。

## 『GODZILLA 怪獣黙示録』のガバラ
アニメ映画『GODZILLA 怪獣惑星』の前日譚に当たる小説『GODZILLA 怪獣黙示録』に登場。体長は約10メートル。アマゾンの熱帯雨林に生息しており、野生動物などを殺戮して遊ぶ習性を持っている。アマゾンに迷い込んだ少年イチローの協力を得た現地人の少女ミラに右目を爆弾付きの矢で射られ、自らの放電能力が災いして爆弾が起爆した結果、テルミット爆発で頭部を負傷して川へ倒れ込み、そのまま肉食魚やワニに捕食されて最期を迎える。

## その他
- 東京12チャンネルの子供向けバラエティ番組『ちびっこスペシャル』1972年7月30日放送回に登場[64]。同番組のオリジナル怪獣テラインコグニータと対決した[64]。
- スマートフォン用ゲームアプリ『ゴジラ ディフェンスフォース』（ネクソン）では、開発当初に怪獣を原典での登場年代別に並べて強さを決めてみたところ、ミニラよりも低い知名度のガバラが高い知名度のキングギドラ以上に強いことになるため、ゲームの都合上からも映画の設定と人気を重視するように改めたという[65]。